# Umpqua Community College
L'Umpqua Community College est un collège communautaire américain dont le campus se trouve à Roseburg, dans l'Oregon. Fondé en 1964, il a été le 1er octobre 2015 le théâtre d'une fusillade qui a fait 10 morts.

Carte du campus.

## Étudiants notables
- Bruce Hanna (en), homme politique (né en 1960)
- Hyrum Harris (en), joueur de basket-ball (né en 1996)
- Gary Leif (en), homme politique (1956-2021)
- Aleksander Skarlatos, héros de l'attentat du Thalys de 2015 (né en 1992)
- Tamina Snuka, catcheuse (née en 1978)
- ZZ Ward (en), chanteuse (née en 1986)